# Antergos
Antergos — дистрибутив Linux заснований на Arch Linux. Усталеним середовищем стільниці є GNOME 3, але замість нього можна встановити стільниці Cinnamon, MATE, KDE Plasma 5, Deepin, або Xfce. Дистрибутив уперше випущено, як Cinnarch, у липні 2012 року, а у червні 2013 він увійшов до списку найпопулярніших дистрибутивів за версією вебсайту DistroWatch. Галісійською слово Antergos (означає: предки) обрано «для з'єднання минулого з теперішнім».

## Історія та розроблення
Спочатку проект мав назву Cinnarch, як стільничне середовище використовувався Cinnamon, форк GNOME Shell, розроблений командою Linux Mint. У квітні 2013 року розробники змінюють типове стільничне середовище на GNOME версії 3.6. Також було змінено назву дистрибутиву на Antergos, і вже видано з новою назвою у травні 2013 року.
Інші зміни усталених налаштувань системи включають: Nautilus замінив файлового менеджера Nemo, MDM (Mint Display Manager), як десктопний менеджер замінено на GDM, а Empathy замінила Pidgin, як клієнт повідомлень.
З версії 2014.05.26, Antergos співрацює з проєктом Numix. З цієї версії Antergos використовує значки Numix-Square та еклюзивну тему Numix-Frost.
7 березня 2015 року, стало доступним Antergos Minimal ISO, яке надає лише необхідні компоненти для роботи встановлювача.

## Встановлювання
Antergos містить графічний встановлювач Cnchi. Встановлювач завантажується у стільничному середовищі GNOME, але під час встановлювання надається вибір поміж таких середовищ стільниць: GNOME 3, Cinnamon, Mate, KDE Plasma 5, Xfce й Openbox. Для початку встановлення необхідно мати з'єднання з інтернетом, а також для автоматичного оновлення встановлювачу Cnchi.

## Пакункове управління
Antergos — це rolling release дистро, яке використовує офіційні сховища дистра Arch Linux, а також AUR, разом з його репозиторіями програм. Це Pacman-дистрибутив з графічним встановлювачем.
Пакункове управління здійснюється за допомогою pacman та фронтендового ГІКу, Pamac.
Antergos не має типового офісного пакету. Проте, з найпершого випуску Cinnarch, він мав «LibreOffice встановлювач для Arch Linux», що полегшувало вибір та встановлення необхідних компонентів.

## Видання
Найперший ISO з назвою Cinnarch видано 7 травня 2012 року з повідомленням для користувачів про випуск дистрибутиву на форумові Arch Linux. Найпершу версія дистрибутиву з назвою Antergos випущено 12 травня 2013 року.

## Відсилання
1. ↑  Antergos. DistroWatch. 21 червня 2013. Архів оригіналу за 6 серпня 2013. Процитовано 15 серпня 2018.
2. ↑  Antergos 2013.05.12 – We’re back. Antergos News. May 2013. Архів оригіналу за 9 липня 2014. Процитовано 15 серпня 2018.
3. ↑  Noyes, Katherine (26 листопада 2012). With 'Cinnarch,' Arch Linux gets a sprinkle of Cinnamon. PC World. IDG. Архів оригіналу за 23 жовтня 2014. Процитовано 16 липня 2013.
4. ↑  von Eitzen, Chris (23 листопада 2012). Cinnarch: Arch Linux with Mint's Cinnamon desktop. The H - Open. Heinz Heise. Архів оригіналу за 7 грудня 2013. Процитовано 16 липня 2013.
5. ↑  faidoc (11 квітня 2013). Cinnarch GNOME 2013.04.11 – Last release under the Cinnarch name. Antergos Linux. Архів оригіналу за 26 березня 2015. Процитовано 16 липня 2013.
6. ↑  Noyes, Katherine (23 травня 2013). Another Day, Another Distro: Antergos Linux Is Born. LinuxInsider. ECT News Network, Inc. Архів оригіналу за 11 грудня 2018. Процитовано 16 липня 2013. [Архівовано 2018-12-11 у Wayback Machine.]
7. 1 2  Noyes, Katherine (14 травня 2013). So Long, Cinnamon: Cinnarch Linux is reborn as Antergos. PC World. IDG. Архів оригіналу за 18 жовтня 2014. Процитовано 16 липня 2013.
8. ↑  faidoc (26 травня 2014). Antergos 2014.05.26 available. Antergos blog. Архів оригіналу за 17 лютого 2015. Процитовано 13 серпня 2014.
9. ↑  Falgout, Dustin (7 березня 2015). Antergos Minimal ISO: For Those Who Don’t Need a Full Live Environment and Want a Faster Download. Antergos blog. Архів оригіналу за 18 квітня 2015. Процитовано 17 квітня 2015.
10. ↑  Antergos Linux 2013.05.12 review. LinuxBSDos.com. 20 травня 2013. Архів оригіналу за 9 червня 2013. Процитовано 31 травня 2013.
11. ↑  About. Antergos. May 2013. Архів оригіналу за 21 березня 2017. Процитовано 3 листопада 2018.
12. ↑  Try it | Antergos Linux. Antergos Linux. Antergos. Архів оригіналу за 11 жовтня 2017. Процитовано 7 листопада 2017.
13. ↑  PacmanXG4. Архів оригіналу за 11 жовтня 2018. Процитовано 3 листопада 2018.
14. ↑  PCWorld.com. Архів оригіналу за 23 жовтня 2014. Процитовано 3 листопада 2018.
15. ↑  Cinnarch - Your favorite distro with Cinnamon desktop. Announcement of the first Cinnarch release. Архів оригіналу за 19 липня 2018. Процитовано 3 листопада 2018.
16. ↑  Official announcement of the first Antergos release. Архів оригіналу за 9 липня 2014. Процитовано 3 листопада 2018.
17. ↑  All Cinnarch/Antergos release news on DistroWatch.com. Архів оригіналу за 1 жовтня 2018. Процитовано 3 листопада 2018.